# Andrej Tarkovski
Andrej Arsenijevič Tarkovski (rus. Андре́й Арсе́ньевич Тарко́вский) (Zavražje, 4. travnja 1932. – Pariz, 28. prosinca 1986.) bio je ruski filmski i operni redatelj, pisac i glumac. Mnogi ga smatraju jednim od najznačajnijih i najutjecajnijih ruskih filmskih umjetnika te jednim od najvećih redatelja u povijesti kinematografije.
Tarkovski je radio i kao scenarist, filmski montažer i kazališni redatelj, a također je važan i kao filmski teoretičar. Režirao je većinu svojih filmova u Sovjetskom Savezu, s izuzetkom njegova zadnja dva filma koja su snimljena u Italiji i Švedskoj. Njegovi su filmovi obilježeni kršćanskom duhovnošću i metafizičkim temama. Druge stvari koje su tipične za njegove filmove su izuzetno dugo trajanje filmova, nedostatak konvencionalne dramske strukture i radnje te nezaboravne slike iznimne ljepote.
Andrej Tarkovski umro je od raka, u dobi od 54 godine.

## Filmografija
- Ubojice (1958.) – prvi film koji je snimio kao student, baziran na priči Ernesta Hemingwaya
- Koncentrat (1958.) – drugi studentski kratkometražni film, nikada dovršen
- Danas neće biti dopusta (1959.) – srednjemetražna televizijska produkcija, su-redatelj Aleksandar Gordon
- Parni valjak i violina (1960.) – diplomski film na akademiji, scenarij pisan zajedno s Andrejem Končalovskim
- Ivanovo djetinjstvo (1962.) – dobitnik Zlatnog lava za najbolji film na festivalu u Veneciji 1962. godine
- Andrej Rubljov (1966.) – epski film o životu najpoznatijeg ikonopisca svih vremena Andreja Rubljova
- Solaris (1972.) – znanstveno-fantastični film po romanu Stanislava Lema
- Ogledalo (1975.) – autobiografski film o ključnim scenama iz života Tarkovskog
- Stalker (1979.) – inspiriran novelom Piknik pokraj puta autora Borisa i Arkadija Strugatskog
- Putovanje u vremenu (1982.) – dokumentarni film sa scenaristom Toninom Guerrom o snimanju filma Nostalgija
- Nostalgija (1983.) – poetska patnja o obitelji, životu i domovini
- Žrtva  (1986.) – film o viziji nuklearne katastrofe i čovjekovom odgovoru u duhu na nju